# Joseph Hellebaut
Pour les articles homonymes, voir Hellebaut.
Joseph Hellebaut (Berchem-Anvers, 21 février 1842 - Henri-Chapelle, 17 mars 1924) est un officier supérieur et ministre de la Guerre belge.

## Origines
Joseph Marie Jean-Jacques Théodore Népomucène Hellebaut est le fils de Jean-Baptiste Hellebaut, lieutenant-colonel dans l'armée belge et petit-fils d'un autre Jean-Baptiste Hellebaut, ancien recteur de l'Université de Gand. Il a épousé Anne Defresne. Leur fils Albert Hellebaut a également embrassé la carrière des armes et est devenu lieutenant-général dans l'armée belge.

## Carrière militaire
À l'âge de seize ans, il est envoyé à l'école militaire et deux ans plus tard, il devint sous-lieutenant. En 1862, il est désigné pour servir dans l'artillerie. Les promotions s'enchainent ensuite rapidement : capitaine en 1870, adjudant-major en 1871 et major en 1882. Puis il rentre pour la première fois au ministère de la Guerre d'abord avec le titre de sous-directeur puis plus tard comme directeur de l'artillerie. De nouvelles promotions le font passer lieutenant-colonel en 1890, colonel en 1893, général-major en 1898 et lieutenant-général en juin 1902. En 1906, il devient inspecteur général de l'artillerie.

## Carrière politique
En 1907, Hellebaut Joseph fêta son 65e anniversaire, mais au lieu de prendre sa retraite, il choisit d'accepter une proposition du chef du gouvernement Jules de Trooz et de devenir le nouveau ministre de la Guerre. Il garda son portefeuille dans le gouvernement de Frans Schollaert qui fut mis en place fin 1907, après le décès de Jules de Trooz.

## 1909: loi sur un service militaire personnalisé
La loi sur la milice de 1902, qui était basée sur le volontariat, ne fonctionnait pas bien et un ajustement s'avérait dès lors nécessaire. Malgré une forte opposition au sein du parti catholique, et en particulier de Charles Woeste, Hellebaut tenta d'obtenir cette modification. La Commission Snoy, chargée par le Parlement début mars 1909 de dresser le bilan de la loi de 1902, en rendit un rapport négatif seulement deux mois après. Il travailla alors sur un projet de loi qui fut refusé par le conseil des ministres. Hellebaut rendit sa démission au roi Léopold II. Ce dernier lui apporta tout son soutien et rallia Frans Schollaert à sa cause. Après cet évènement, Frans Schollaert réussit à convaincre le gouvernement de la nécessité de modifier la loi.
L'idée première d'Hellebaut était d'introduire le service militaire obligatoire pour tous les hommes, mais cela allait trop loin pour le Parlement, et finalement il fut réduit à un service personnalisé avec un fils par famille. Le tirage au sort et les remplacements furent également supprimés. La création, pour l'occasion, d'une coalition formée de libéraux, socialistes et catholiques progressistes fut nécessaire pour voter la loi le 17 novembre 1909.
Le vote de la loi sur la milice de 1909 fut le plus gros succès de Joseph Hellebaut en politique.

## 1910: naissance de la force aérienne
L'histoire de la force aérienne de l'armée belge commença en 1910 lorsque le général Hellebaut, ministre de la Guerre, décide, après son baptême de l'air, de faire acquérir des « aéroplanes ».  

## Fin de carrière politique et décès
Après une dispute du général et ministre Hellebaut avec le Premier ministre Charles de Broqueville, qui tous deux avaient outrepassé leurs compétences, et alors que le journal bruxellois Le Soir avait dénoncé des insuffisances dans l'armement, la logistique et l'entraînement de l'armée belge, Hellebaut doit démissionner.
 En 1912, il se retira alors avec sa fille dans une villa près de Liège. Il assista à la résistance de l'armée belge pendant les quatre ans de la Première Guerre mondiale en constatant que sa politique en faveur du service militaire national avait porté ses fruits. Il décéda à l'hospice de Beloeil, le 17 mars 1924. Deux ans plus tard, son fils, Albert Hellebaut devient pendant une courte période, également ministre de la Guerre.
À la suite de son décès à Henri-Chapelle, le 17 mars 1924, ses funérailles sont célébrées à Malines où il est inhumé. 

## Décorations
- Grand officier de l'ordre de Léopold en 1905.
- Officier de l'Ordre de la Couronne en 1898.
- Croix militaire de 1ère classe en 1885.
- Médaille commémorative du règne de Léopold II en 1905.
- Commandeur de la Légion d'honneur en 1900 (France).
- Commandeur de l'Ordre du Soleil levant en 1887 (Japon).
- Commandeur de 2e classe de l'ordre de l'Epée en 1895 (Suède).
- décoré de la 3e classe du 2e grade de l'ordre du Double Dragon en 1896 (empire de Chine).
- Commandeur de l'ordre du Dannebrog en 1897 (Danemark).
- Chevalier de 2e classe de l'ordre de l'Aigle rouge en 1898 (Prusse).
- Chevalier de 1ère classe de l'ordre de la Couronne royale de Prusse en 1906.
- Ordre de l'Osmaniyé de 2e classe en 1900 (empire ottoman).
- Ordre du Médjidié de 4e classe en 1889 (empire ottoman).
- Grand cordon de l'ordre de la Couronne du Siam en 1901.

## Sources
Figures nationales contemporaines, série 1, Librairie moderne,  Bruxelles 1908, 
- (nl) Cet article est partiellement ou en totalité issu de l’article de Wikipédia en néerlandais intitulé « Joseph Hellebaut » (voir la liste des auteurs).

1. ↑  « CTHS - HELLEBAUT Jean-Baptiste », sur cths.fr (consulté le 21 avril 2023)